# Луций Минуций Басил
Луций Минуций Басил (на латински: Lucius Minucius Basilus; * ок. 85 пр.н.е.; † 43 пр.н.е.) е римски политик и войник по време на войните на късната Римска република. Той е в групата на убийците на Цезар.
Минуций Басил е легат на Гай Юлий Цезар през 54 пр.н.е. в битките против Амбиорикс. През 52 пр.н.е. участва по времето на завладяването на Галия и вероятно в гражданската война през 49 пр.н.е. След края на войната той се чувства обиден на Цезар, понеже той не му дал провинция след неговата претура през 45 пр.н.е, а му предложил само парична сума като блгодарност за неговите дейности. По тази причина той се обръща към заговорниците около Гай Касий Лонгин.
На Идите през март Минуций Басил набожда с такава сила диктатора, че ранява Марк Рубрий Руга, един друг от заговорниците. След една година Басил е убит от неговите роби.
Той си кореспондира с Марк Тулий Цицерон, който след успешния атентат върху Цезар му изпраща щастливи пожелания:
| „ | Tibi gratulor, mihi gaudeo; te amo, tua tueor; a te amari et, quid agas quidque agatur, certior fieri volo. | “ |